# Graeff (Familienname)
Graeff bzw. Gräff ist ein Familienname.

## Namensträger
- Alexander Graeff (* 1976), deutscher Autor und Philosoph
- Alfred Graeff (1826–1895), deutscher Land- und Regierungsrat, Rittergutbesitzer
- Arent Jacobsz van der Graeff (1557–1642), Ritter, regierender Bürgermeister von Delft
- Bernard Graeff (* 1948), französischer Fußballspieler
- Christian Gräff (* 1978), deutscher Politiker (CDU)
- Christine Graeff (* 19??), deutsch-französische Wirtschaftswissenschaftlerin
- Cornelis Jacob van de Graeff (1734–1812), niederländischer Gouverneur, Namensgeber des kurzzeitigen Staates Graaff-Reinet
- Dirk de Graeff van Polsbroek (1833–1916), niederländischer Politiker und Generalkonsul
- Eva Günther-Gräff (* 1968), deutsche Juristin und Richterin am Bundesarbeitsgericht
- Franz-Josef Gräff (1918–2012), deutscher Kommunalpolitiker (CDU)
- Friedrich Joseph Gräff (1822–1894), hessischer Kreisrat
- Friedrich Wilhelm Graeff (1803–1885), deutscher Politiker
- Heinrich Graeff (Heinrich Gräff; 1800–1861), deutscher Rechtsanwalt, Politiker und Gutsherr
- Helmuth Gräff (* 1958), österreichischer bildender Maler, Zeichner und Dichter
- Henner Graeff (1934–2011), deutscher Mediziner
- Johann Baptist Graeff (1808–1884), deutscher Tabakwarenfabrikant
- Johann Georg Graeff (1762–1829), deutscher Flötist und Komponist
- Josef Erasmus Graeff (1803–1877), deutscher Jurist und Landgerichtsrat
- Leo Gräff (1836–1889), deutscher Ingenieur und Unternehmer
- Max Graeff (1895–1973), Unternehmer, Jurist und Diplomat
- Michel Graeff (1812–1884), französischer Ingenieur
- Peter Graeff (* 1966), deutscher Soziologe
- Ramona Graeff (* 1998), deutsche Boxerin
- Roman Anton Graeff (1841–1930), deutscher Tabakwarenfabrikant
- Siegfried Gräff (1887–1966), deutscher Pathologe und Hochschullehrer
- Simone Graeff-Hönninger * (1974), deutsche Pflanzenbauwissenschaftlerin und Hochschullehrerin
- Tanja Gräff (1985–2007), deutsche Studentin, siehe Todesfall Tanja Gräff
- Ursula Graeff (Schauspielerin) (* 1924), deutsche Schauspielerin
- Ursula Graeff-Hirsch (* 1929), deutsche freischaffende Künstlerin
- Vincent Graeff (1931–2011), US-amerikanischer Schauspieler
- Walter Gräff (1876–1934), deutscher Kunsthistoriker
- Werner Graeff (1901–1978), deutscher Bildhauer, Maler, Grafiker, Fotograf und Erfinder

## Familien
- De Graeff, ursprünglich holländisches Patrizier- und Adelsgeschlecht
- Van der Graeff, niederländische Familie des Adels und Patriziats
- Van de Graeff, niederländische Familie, welche von einem Bastard aus dem Haus Holland-Wittelsbach abstammen sollte[1]
- Graeff, auch Gräff, pommerisch-sächsische Pastoren - und Verlegerfamilie